# Episodi di Don Matteo (nona stagione)

Screenshot della nona stagione della serie.

La nona stagione della serie televisiva italiana Don Matteo, trasmessa con il titolo di Don Matteo 9, è composta da 26 episodi ed è andata in onda in prima serata dal 9 gennaio al 10 aprile 2014 su Rai 1 e su Rai HD.
Nella nona stagione c'è la seconda rivoluzione, che questa volta non riguarda solamente il cast, ma anche l'ambientazione: la serie infatti si sposterà a Spoleto. Per quanto riguarda le uscite, da segnalare sono quelle di Patrizia (Pamela Saino), morta in un incidente stradale (off-screen), e Agostino (Andrea Pittorino), andato a vivere con sua madre. Nella canonica di don Matteo, la piccola Ester (Letizia Arnò) è cresciuta e frequenta l'asilo, proprio come Martina, figlia del capitano e di Patrizia. La figura di Patrizia è rimpiazzata con quella di Lia (Nadir Caselli), mentre quella del PM Andrea Conti (Eleonora Sergio) viene sostituita con quella di Bianca Venezia (Giorgia Surina). Inoltre per quanto riguarda la canonica si registra l'ingresso di Tomàs Martinez (Andrés Gil).
Ogni serata è introdotta da una pillola, promossa dalla Regione Umbria, di circa 2 minuti intitolata I viaggi del Maresciallo C., dove i protagonisti si muovono tra alcuni dei caratteristici luoghi umbri.
| nº | Titolo                           | Prima TV Italia  |
| -- | -------------------------------- | ---------------- |
| 1  | Un nuovo inizio                  | 9 gennaio 2014   |
| 2  | La seconda moglie                | 9 gennaio 2014   |
| 3  | Testimone d'accusa               | 16 gennaio 2014  |
| 4  | Prova d'amore                    | 16 gennaio 2014  |
| 5  | Il record della vita             | 23 gennaio 2014  |
| 6  | Fuori dal mondo                  | 23 gennaio 2014  |
| 7  | Il coraggio di una figlia        | 30 gennaio 2014  |
| 8  | Una vita sul filo                | 30 gennaio 2014  |
| 9  | L'ultimo colpo                   | 6 febbraio 2014  |
| 10 | Cyberbulli                       | 6 febbraio 2014  |
| 11 | Vicini e incredibilmente lontani | 13 febbraio 2014 |
| 12 | Scommessa perdente               | 13 febbraio 2014 |
| 13 | Il prezzo dell'amore             | 27 febbraio 2014 |
| 14 | La straniera                     | 27 febbraio 2014 |
| 15 | Questione di priorità            | 6 marzo 2014     |
| 16 | La scelta                        | 6 marzo 2014     |
| 17 | Sotto accusa                     | 13 marzo 2014    |
| 18 | La veggente                      | 13 marzo 2014    |
| 19 | Il bambino conteso               | 20 marzo 2014    |
| 20 | Mio figlio                       | 20 marzo 2014    |
| 21 | Affari di famiglia               | 27 marzo 2014    |
| 22 | Niente da perdere                | 27 marzo 2014    |
| 23 | Una favola vera                  | 3 aprile 2014    |
| 24 | Il ritorno di Alma               | 3 aprile 2014    |
| 25 | Vecchi ricordi                   | 10 aprile 2014   |
| 26 | Addio Natalina!                  | 10 aprile 2014   |

## Un nuovo inizio
- Diretto da: Monica Vullo
- Scritto da: Mario Ruggeri

### Trama
Un uomo viene trovato in fin di vita vicino al convento di suor Maria. Nel frattempo una vecchia conoscenza della religiosa è uscita dal carcere e si reca in convento. Stanco, si getta sul letto e così facendo lascia cadere un portafoglio. Insospettita, suor Maria lo apre e con stupore nota che la carta d'identità non corrisponde al nome del ragazzo. Preoccupata, chiama allora don Matteo che nonostante i 100 km che li separano, prende la bicicletta e parte per Spoleto, città dove lavorano anche il capitano Tommasi e Cecchini, trasferiti anch'essi da Gubbio per via dell'accorpamento delle caserme promosso dalla spending review. Il capitano Tommasi vive nella casa dei suoceri insieme a sua figlia Martina, avuta insieme a Patrizia, morta tempo prima in un incidente. I carabinieri e don Matteo iniziano a indagare: il sacerdote scopre il movente dell'omicidio, cioè il presunto rapimento del figlioletto della vittima da parte di un orefice e di sua moglie: dopo una serie di colloqui "forzati" da parte dell'uomo che poi era stato ucciso (che si scoprirà appartenere alle forze dell'ordine), con la moglie dell'orefice, il marito di quest'ultima aveva deciso di affrontarlo, ne era nato uno scontro e l'agente era stato ferito in testa da una pietra. Intanto don Matteo, tramite un orologio, riesce a risalire all'aggressore, quindi si precipita dall'orefice, seguito dai carabinieri. Alla fine, don Matteo riceve una lettera urgente del vescovo, che gli annuncia che sarà trasferito nella parrocchia di Spoleto, non solo per l'esigenza delle funzioni religiose, ma anche perché un tale, che ogni giorno inviava una lettera al vescovo, lo supplicava di trasferire don Matteo a Spoleto. Ovviamente il mittente era l'amico e maresciallo dei carabinieri Cecchini.
- Altri interpreti: Gioia Spaziani (Giovanna Ravasio), Diego Migeni (Marco Ravasio), Tony Laudadio (Pietro Manzoni), Ketty Roselli (Elga Manzoni), Simona Marchini (Clara Tommasi), Letizia Arnò (Ester Belvedere), Emma Reale (Martina Tommasi), Nino Fuscagni (Vescovo).
- Note: nel primo episodio un breve prologo precede la sigla; Nino Fuscagni, qui nella veste di Vescovo, era già comparso come Luigi Varoli nel quindicesimo episodio della seconda stagione della serie.
- Ascolti Italia: telespettatori 8 759 000 – share 29,66%[2]

## La seconda moglie
- Diretto da: Monica Vullo
- Scritto da: Umberto Gnoli e Mario Ruggeri

### Trama
A Spoleto viene trovato morto un telepredicatore americano bigamo. Don Matteo e i carabinieri cominciano a indagare. Intanto il maresciallo Cecchini cerca di far fidanzare il brigadiere Ghisoni con la PM Bianca Venezia, che è stata lasciata dal fidanzato con cui si doveva sposare. Laura viene lasciata da Dario perché ha conosciuto una nuova ragazza all'università di Perugia. Nel frattempo, nella parrocchia di don Matteo, è arrivato un giovane e ribelle inquilino, Tomàs, di origini argentine. Il giovane, grazie a don Matteo, è stato affidato alla parrocchia come alternativa al carcere. Laura cerca di stabilire un primo contatto con lui, ma invano: l'unica persona che riesce a legare con lui è la piccola Ester, la figlia di Laura.
- Altri interpreti: Margherita Mannino (Silvia Antonelli), Ralph Palka (Jeremy Parker), Nadia Aldridge (Lisa Mancuso), Gianfranco Gallo (Luigi Antonelli), Paola Maffioletti (Maria Rosa Caleffi), Gennaro Cuomo (Federico), Letizia Arnò (Ester Belvedere), Emma Reale (Martina Tommasi).
- Ascolti Italia: telespettatori 8 089 000 – share 33,13%[2]

## Testimone d'accusa

### Trama
Una cara amica di don Matteo in un momento di crisi lo invita a casa per confessargli un segreto. La donna racconta di tradire il marito con un bel giovanotto, gestore di un poligono di tiro. Laura sembra indifferente dal fatto che Dario l'ha lasciata da sola con la bambina e Natalina prende le sue difese. A casa Cecchini Martina deve imparare una poesia per la scuola e arriva anche la madre di Tommasi. Invece della poesia però la bambina ha imparato una parolaccia in siciliano, che le procurerà guai a scuola e con la maestra.
Successivamente, in un posto appartato, solitamente frequentato da giovani coppie, la donna viene trovata sulla propria auto in fin di vita, ferita da un colpo di pistola. I carabinieri indagano, ovviamente imitati da don Matteo. Il marito della donna viene interrogato e don Matteo si presenta a testimoniare riguardo alla relazione extra-coniugale della donna. Intanto le forze dell'ordine arrestano l'amante della vittima, dato che il proiettile estratto dal corpo di quest'ultima risulterà essere un calibro 22, usato nei poligoni di tiro. Inoltre verrà ritrovata una pistola semiautomatica che, la balistica toglie ogni dubbio, è l'arma del delitto. Questa risulterà registrata all'amante della vittima. Per il capitano Tommasi e il maresciallo Cecchini il caso è risolto ma non per don Matteo, che a causa di alcuni indizi, sposterà i suoi sospetti sul professore marito della vittima. Invece Lia ha un problema: deve iscriversi alla specializzazione in Chirurgia, ma non è laureata. In canonica Laura esce spesso perché ha una relazione. Appurati i suoi sospetti, don Matteo si precipita immediatamente a casa del professore che confesserà di aver sparato alla moglie per punirla per il suo tradimento, senza però mostrare alcun segno di pentimento, anzi rivendicandolo come unica soluzione possibile per mantenere alta la sua reputazione. Bianca non ha una buona impressione di Cecchini e per questo il capitano gli affida un lavoro, che però scambierà con dei disegni della bambina. La madre di Giulio vorrebbe che il figlio e la nipote si trasferiscano a Roma.
don Matteo si reca subito in caserma e spiega la situazione al capitano, al maresciallo e alla dr.ssa Venezia, che però sostiene che la preziosa testimonianza non è sufficiente per accusare il marito. Il professore viene convocato in caserma perché a conoscenza del tradimento della moglie secondo nuove fonti, anche per offrirgli la possibilità di collaborare con le indagini; tuttavia avrà una reazione di sfida nei confronti delle forze dell’ordine, mettendo in guardia la dottoressa Venezia dalla brutta figura che avrebbe fatto con il giudice in caso di riapertura delle indagini. Successivamente il professore, mentre si appresta a lasciare l’Italia per un incarico a Rotterdam, intenzionato a portare con sé anche la moglie in coma, riceve una telefonata dall'ospedale e gli viene riferito che la moglie si è svegliata dal coma. Il marito, sorpreso e preoccupato, si precipita all'ospedale e furtivamente si reca nella stanza della moglie, con l'intenzione di ucciderla per evitare che possa raccontare l’accaduto ai carabinieri. La donna è irriconoscibile. Arrivato al suo capezzale, il professore prende un cuscino e cerca di soffocarla ma in quel momento irrompono il capitano, il maresciallo e ovviamente anche don Matteo, sicché il professore verrà arrestato. Prima però che venga portato via, don Matteo lo ferma per spiegargli che se lui avesse deciso di perdonare sua moglie per il tradimento non si sarebbe arrivati a questo punto. La donna nel letto era la sorella della vittima, che da quel momento si occuperà di lei.
- Diretto da: Monica Vullo
- Scritto da: Mario Ruggeri
- Altri interpreti: Claudio Bigagli (prof. Giacomo Volterra), Lorenza Sorino (Carolina Carrara), Linda Collini (Marina Carrara), Stefano Zatti (Paolo Milesi), Letizia Arnò (Ester Belvedere), Emma Reale (Martina Tommasi), Simona Marchini (Clara Tommasi).
- Ascolti Italia: telespettatori 8 091 000 – share 27,9%[3]
- Luogo de I viaggi del Maresciallo C.: Duomo di Orvieto

## Prova d'amore

### Trama
Don Matteo trova un lavoro per Tomas da un suo amico meccanico. Cecchini riceve una chiamata riguardo a un premio che potrebbe vincere: un viaggio per due a Venezia. Gli verranno fatte delle domande personali su una persona a lui molto vicina, e Cecchini sceglie sua moglie, e viceversa. Al momento di dare il numero però lo scambia con quello di Tommasi. In canonica alcuni bambini dell'incontro di catechismo prendono di mira un'altra compagna che ha perso recentemente il padre, sembra ucciso dalla nuova compagna che viene trovata con l'arma del delitto.
- Diretto da: Monica Vullo
- Scritto da: Viola Rispoli e Mario Ruggeri
- Altri interpreti: Serena Bonanno (Franca Marinetti), Sara Alzetta (Teresa Marinetti), Cristina Serafini (Annalisa Vallone), Alessandra Giglio (Rosa Lozzi), Erik Tonelli (Antonio Lozzi), Marco Mabritto (Giovanni Lozzi), Letizia Arnò (Ester Belvedere), Emma Reale (Martina Tommasi).
- Nota: questo episodio ha lo stesso titolo di un altro episodio della stagione 8.
- Ascolti Italia: telespettatori 7 679 000 – share 30,9%[3]

## Il record della vita

### Trama
Diana, giovane ragazza e promessa del nuoto, destinata a partecipare alle olimpiadi, viene lasciata da Oscar, il suo ragazzo, anch'egli nuotatore. In un giorno non molto lontano dalle olimpiadi, Diana fa preoccupare tutti in piscina non presentandosi agli allenamenti. Quel giorno in piscina, casualmente si trova anche don Matteo perché aveva accompagnato una bambina. Tutti allarmati si preoccupano per Diana, che solitamente è puntuale. La madre collabora ad allenarla assieme a una ragazza, campionessa che anni indietro fu espulsa dalle Olimpiadi perché trovata positiva al doping. In piscina, la madre e il padre di Diana, Oscar, don Matteo e l'allenatrice, si stanno chiedendo dove può essere Diana.
Si scopre che la madre di Diana ha chiesto a Oscar di lasciare Diana, considerandolo un ostacolo alle Olimpiadi della figlia, e che gli ha offerto un posto in un'importante gara in cambio di ciò. La donna ha giocato sul fatto che Oscar ultimamente non è tanto in forma e i suoi tempi sono scarsi, sicché Oscar accetta senza esitare e lascia Diana. Il padre di Diana si arrabbia moltissimo con la moglie. Oscar è sinceramente pentito di averla lasciata, cosa che confiderà successivamente a don Matteo, che gli crede. Subito dopo, Diana viene trovata in stato di coma sotto un ponte. I carabinieri indagano e accusano Oscar, ma don Matteo grazie a degli indizi, risale alla vera colpevole, l'allenatrice di Diana. La ragazza aveva scoperto di aspettare un bambino e voleva tenerlo, ma, ingenuamente, si era confidata con la sua allenatrice, che voleva che abortisse, perché Diana non poteva assolutamente non gareggiare, sostenendo che una cosa importante come le Olimpiadi capitano solo una volta nella vita. Ma Diana non intendeva più allenarsi, voleva tenere il bambino. Le due cominciarono una lite, e in un attimo di ira, l'allenatrice spinge Diana, che cade dal ponte. Oscar ha accolto felicemente la notizia della gravidanza di Diana, che si risveglia dal coma. Nel frattempo anche i carabinieri, tramite le analisi della scientifica, risalgono all'autrice dell'aggressione, quindi la vanno ad arrestare. La trovano piangente insieme a don Matteo, perché sinceramente pentita del gesto ma anche delle eccessive pretese avute in passato nei confronti di Diana.
- Diretto da: Monica Vullo
- Scritto da: Elena Bucaccio e Gabriele Cheli
- Altri interpreti: Fabio La Fata (Massimo), Caterina Capodilista (Alessia Berti), Sara D'Amario (Tilde Reggiani), Andrea Santonastaso (Angelo Reggiani), Gianluca Tamberi (Oscar), Michela Albiani (Diana Reggiani), Letizia Arnò (Ester Belvedere), Emma Reale (Martina Tommasi)
- Ascolti Italia: telespettatori 8 311 000 – share 28,02%[4]
- Luogo de I viaggi del Maresciallo C.: Città di Castello

## Fuori dal mondo

### Trama
Una coppia con una bambina di sei anni decide di vivere in una casa in campagna senza nessun genere di tecnologia, mangiando esclusivamente ciò che producono. La maestra della bambina, attenta alla vita dei propri alunni, nota la situazione e in qualche modo si intromette, fino a quando non viene trovata uccisa. Dalle indagini emergono vari scontri tra la "famiglia anti tecnologia" e la vittima, sicché arrestano la madre della bambina. Don Matteo da qualche settimana insegna nella scuola della maestra uccisa ed è sospettoso circa le conclusioni dei carabinieri, perciò a modo suo indaga. Intanto Laura è stata licenziata dal bar, mentre Tomàs, per racimolare qualche soldo e cercare la sorella, si mette a combattere clandestinamente in lotte senza esclusione di colpi, organizzate in punti nascosti in campagna. Casualmente Laura con un amico si reca a vedere un combattimento e vede Tomàs, sorpresa e dispiaciuta, non riesce a non dirlo a don Matteo, che una sera si reca sul posto e lo convince ad andarsene, mettendo a tacere con una mossa, ma senza fargli male, l'organizzatore dei combattimenti che si era avvicinato minacciosamente.
Successivamente don Matteo, tramite una macchina fotografica digitale, custodita dalla bambina, riesce a vedere dalle fotografie rimaste in memoria che la vittima aveva una relazione con il preside della scuola. Si reca dal preside, cui senza mezzi termini mette in faccia la realtà, fin quando il preside crolla e confessa: voleva l'amante ma, per mantenere un'immagine da persona rispettabile, voleva continuare a essere sposato con la moglie e vivere felicemente anche con i suoi figli. La maestra era stanca di questa situazione e aveva deciso di lasciarlo, quindi nella lite, il preside la spinge, lei cade, batte la testa e muore. Nel frattempo anche i carabinieri sono risaliti alla colpevolezza del preside e si recano da lui per arrestarlo, ma, come al solito, lo trovano in compagnia di don Matteo che anche questa volta li ha preceduti. L'uomo precedentemente incolpato, esce dal carcere e compra un computer alla figlia. Evidentemente, ha compreso che il mondo va accettato per quello che è, quindi non è giusto sacrificare la propria figlia per un proprio punto di vista.
- Diretto da: Monica Vullo
- Scritto da: Umberto Gnoli
- Altri interpreti: Sara Ricci (Margherita Adolfi), Vanni Bramati (Stefano Adolfi), Federico Scribani (Valerio Giardina), Marina Cappellini (Vera Carosi), Giorgia Contu (Asia Adolfi), Emma Reale (Martina Tommasi)
- Ascolti Italia: telespettatori 7 441 000 – share 29,08%[4]

## Il coraggio di una figlia

### Trama
Un ingegnere per problemi di salute risiede in una casa di cura. Un giorno alla settimana era solito uscire con la figlia, ma un giorno non fa rientro. Don Matteo, amico dell'ingegnere, si preoccupa molto e insieme allo staff della casa di cura riferisce la scomparsa ai carabinieri. Dopo non molto l'ingegnere verrà ritrovato seduto in auto in coma, per una crisi glicemica, e poco distante viene ritrovata la figlia morta. 
Partono le indagini e si scopre subito che la donna, da sempre spacciata per figlia, in realtà è la donna delle pulizie dell'azienda del vecchio ingegnere. Quest'ultimo ha realmente una figlia che vive in Toscana con il compagno e con lui gestisce un agriturismo, ma non ha un buon rapporto con lei. La figlia viene avvisata dello stato di coma del padre e si reca immediatamente in Umbria. Al suo arrivo conosce don Matteo. Anch'egli fino alla morte della donna delle pulizie, credeva che fosse la vera figlia.
I carabinieri indagano, e altrettanto fa don Matteo. Intanto si avvicina il compleanno del capitano Tommasi, e il maresciallo Cecchini organizza una festicciola in stile siculo e, sotto consiglio della nipote, gli regala la possibilità di fare un volo con il parapendio.
Il cerchio si stringe e don Matteo, grazie alle sue intuizioni, collega all'omicidio il compagno della figlia, che lei aveva conosciuto in una casa famiglia. L'assassino però non aveva mai confessato alla compagna di conoscerne il padre.
- Diretto da: Monica Vullo
- Scritto da: Carlo Mazzotta
- Altri interpreti: Fabrizio Apolloni (Dottor Corvesi), Chiara Mastalli (Rosalinda Tiboni), Alberto Basaluzzo (Giuseppe Caiano), Valerio Morigi (Fabio Malesci), Maurizio Aiello (Marco), Giorgio Bettozzi (Eugenio Tiboni), Francesca Brienza (Giulia Marinaccio), Emma Reale (Martina Tommasi)
- Ascolti Italia: telespettatori 8 257 000 – share 27,89%[5]
- Luogo de I viaggi del Maresciallo C.: pista ciclabile Spoleto – Assisi, presso Trevi

## Una vita sul filo

### Trama
Miriam Piccolo, dipendente di un call center, viene aggredita ed entra in coma. La prima ad essere imputata dell'aggressione è la sua responsabile Iole, che temeva Miriam come sua possibile sostituta sul lavoro. Prosciolta dalle accuse, viene accusato un suo collega che le aveva fatto uno sgarbo sul lavoro, ma anch'egli si rivelerà innocente. Viene così scoperto che il colpevole è Luca Brilli, nipote di Grazia, il quale faceva la bella vita con i soldi della nonna senza che lei lo sapesse. Miriam aveva scoperto tutto e voleva raccontare a Grazia ciò che il nipote faceva ma Luca non poteva permettere questo: ha così aggredito Miriam per metterla a tacere. Nel frattempo in caserma devono fare un'ispezione, ma c'è un topo di cui il capitano Tommasi ha paura. Il maresciallo, con le sue solite idee, tenta di far passare al capitano la musofobia tramite varie terapie d'urto.
- Diretto da: Monica Vullo
- Scritto da: Umberto Gnoli e Mariella Sellitti
- Altri interpreti: Michela Andreozzi (Iole Gaudini), Carola Cavalli (Miriam Piccolo), Andrea Fachinetti (Luca Brilli), Raffaella Panichi (Grazia Brilli), Maurizio Aiello (Marco), Sydne Rome (Susy Dallara), Letizia Arnò (Ester Belvedere)
- Ascolti Italia: telespettatori 7 700 000 – share 30,69%[5]

## L'ultimo colpo

### Trama
Don Matteo e il maresciallo Cecchini assistono a un tentativo di rapina in banca: il criminale, Angelo Santini, è una vecchia conoscenza del maresciallo e ha già dei reati nella sua fedina penale, ma don Matteo sospetta che l'anziano malvivente nasconda un segreto. L'episodio è legato all'omicidio del nuovo amministratore delegato di un biscottificio, trovato morto il giorno dopo la rapina. Si scoprirà che il biscottificio non galleggiava in buone acque finanziarie, tanto da dover licenziare dei dipendenti per ridurre i costi. Al fine di evitare problemi con la legge, però, tutto ciò si svolgeva con altri sistemi: il nuovo amministratore delegato videosorvegliava illegalmente i dipendenti, con dispositivi non dichiarati, al fine di usare questi filmati contro di loro e fare in modo che fossero gli stessi dipendenti a licenziarsi. I filmati suddetti venivano custoditi in una cassetta di sicurezza della banca dove è avvenuta la rapina - che si scoprirà essere un evento fuorviante - e uno dei dipendenti nonché nipote di Angelo, Edoardo Marini, voleva rubarli per fare in modo che non venissero a galla tutti i problemi visibili nei filmati. Edoardo viene così accusato di omicidio ma si scoprirà essere innocente e, grazie alle indagini ed intuizioni dell'amico in tonaca, si scoprirà che l'omicida è Carolina Fabbri, ex AD dell'azienda, ora in pensione, che era contraria alla politica di Franco Bassani, suo sostituto.
Collateralmente al caso, il capitano Tommasi è impegnato con la settimana degli anziani, per la quale lo aiuterà Lia, dopo che lo stesso capitano ha scoperto un importante segreto su Lia stessa: contrariamente a quanto detto, lei non è laureata in medicina.
- Diretto da: Monica Vullo
- Scritto da: Luisa Cotta Ramosino
- Altri interpreti: Enzo Garinei (Angelo Santini), Paola Sambo (Carolina Fabbri), Luca Seta (Edoardo Marini), Pippo Santonastaso (partecipante alla settimana degli anziani), Antonietta Bello (Silvia), Uberto Kovacevich (Franco Bassani), Letizia Arnò (Ester Belvedere), Emma Reale (Martina Tommasi).
- Ascolti Italia: telespettatori 8 176 000 – share 27,90%[6]
- Luogo de I viaggi del Maresciallo C.: Gubbio

## Cyberbulli

### Trama
Un'alunna di don Matteo viene accusata di tentato omicidio dopo che un ragazzo che la tormentava su un social network viene aggredito. Assuntina torna da Roma per presentare a papà Cecchini il suo nuovo fidanzato, ma la famiglia di lui si rivela molto snob.
- Diretto da: Luca Ribuoli
- Scritto da: Umberto Gnoli
- Altri interpreti: Giusy Buscemi (Assuntina Cecchini), Denise Tantucci (Dafne Crispi), Beatrice Grannò (Valentina), Francesco Gaudiello (Marco Ferretti), Eleonora Ivone (Camilla Ferretti), Alessandra Gigli (madre di Dafne), Edoardo Orlandi (Giovanni Matteo Altavilla Ronchi), Amerigo Fontani (Raimondo Altavilla Ronchi), Monica Cetti (Violante Altavilla Ronchi), Christian Vit (Alessandro Doni), Piero Nicosia (Maurizio Ferretti), Letizia Arnò (Ester Belvedere), Emma Reale (Martina Tommasi), Edoardo Müller (Patrizio Cortinovis)
- Ascolti Italia: telespettatori 7 273 000 – share 29,37%[6]

## Vicini e incredibilmente lontani

### Trama
L'esplosione di una bomba rudimentale ferisce due giovani delle scuole medie, uno lievemente, mentre all'altro l'esplosione provoca lo stato di coma. Il bambino ferito lievemente è figlio di un medico molto dinamico, questi infatti è sempre in Africa, ove investe anima e corpo per la realizzazione di un ospedale. L'ordigno rudimentale è esploso vicino all'automobile del medico, da cui don Matteo si era appena recato per donare l'offerta della parrocchia alla realizzazione dell'ospedale; i giovani vengono soccorsi. I carabinieri avviano le indagini e subito dopo appare tutto chiaro: il denaro è stato sottratto dal fondo del progetto ospedale dal cognato del medico, che viene posto in stato di fermo. Don Matteo non ci vede chiaro, indaga ed emerge una realtà completamente diversa. A realizzare la bomba era stato il figlio del medico e l'amico, nel tentativo di dissuadere lo sconsiderato gesto, era rimasto ferito. Per fortuna dopo qualche giorno il ragazzo esce dal coma. Il motivo per cui il figlio del medico voleva far esplodere la macchina del padre era per attirare la sua attenzione e per poter trascorrere insieme il compleanno, dato che il medico per motivi di lavoro era sempre via. Nel frattempo Lia finisce nei guai per aver posato per un calendario; Tommasi, che sta per ricevere un'onorificenza cittadina, l'aiuta affinché Cecchini non lo scopra.
- Diretto da: Luca Ribuoli
- Scritto da: Luca Monesi
- Altri interpreti: Davide Paganini (Carlo Zotti), Cinzia Veronesi (Chiara Zotti), Tommaso Maria Neri (Luca Zotti), Niccolò Insenga (Michele Gatti), Nuccio Siano (colonnello Gatti), Stefano Fiorentino (Giampiero Belli), Letizia Arnò (Ester Belvedere), Emma Reale (Martina Tommasi)
- Ascolti Italia: telespettatori 8 292 000 – share 28,38%[7]
- Luogo de I viaggi del Maresciallo C.: Basilica di San Valentino

## Scommessa perdente

### Trama
Mentre don Matteo e i carabinieri indagano su di uno studente modello coinvolto in una rapina, Spoleto è in fermento per una gara di tango in cui Natalina e Cecchini competono l'uno contro l'altro.
- Diretto da: Luca Ribuoli
- Scritto da: Luca Monesi
- Altri interpreti: Veronika Logan (Olimpia Cianti), Francesco Monte (Lorenzo Melori), Davide Silvestri (Davide Lucidi), Guglielmo Poggi (Gregorio Cianti), Mino Manni (Alvaro), Salvatore Sclafani (Amos Riposi), Emma Reale (Martina Tommasi)
- Ascolti Italia: telespettatori 7 598 000 – share 30,60%[7]

## Il prezzo dell'amore

### Trama
Una escort appena innamorata di un giovane operaio, decide di cambiare mestiere e diventare infermiera. Un giorno però viene aggredita brutalmente, in fin di vita verrà condotta in ospedale, dove rimarrà in stato di coma fino al risveglio. I carabinieri indagano. La giovane coppia, parrocchiani di don Matteo, suscitano in quest'ultimo un senso di giustizia, per cui questi, senza esitazione comincerà un'indagine parallela a quella dell'arma dei carabinieri. Nel frattempo Lia, nipote prediletta del maresciallo Cecchini, si ritroverà in una spiacevole situazione, avendo in buona fede trovato lavoro presso l'agenzia Lady Star che, dai modi poco trasparenti e ambigui, recluta giovani e belle ragazze per avviarle con discrezione alla prostituzione, ed è la stessa per cui lavorava la vittima. Fortuna vuole che il capitano Tommasi, accortosi che Lia stava cadendo nella trappola della gestrice dell'agenzia, riesce quindi a salvarla senza che il maresciallo Cecchini lo venga a sapere. Il capitano per questa situazione è talmente preoccupato da rivolgersi addirittura a don Matteo per un saggio consiglio. Le indagini dei carabinieri per l'aggressione alla prostituta, portano tutte al fidanzato della vittima, don Matteo però non ci vede chiaro e, fortunatamente, riesce dunque a prendere la pista giusta, ovvero quella dell'hotel. Infatti emergerà che il marito della proprietaria dell'hotel, perseguitava la vittima, era ossessionato e, quando la povera vittima si era innamorata del giovane operaio e, quindi lasciò il lavoro della prostituta, l'uomo continuerà a chiamarla con insistenza, fin che una sera la vittima stanca, andrà in hotel per chiarire una volta per tutte questa pesante situazione, la moglie dell'uomo e proprietaria dell'hotel, accecata dalla gelosia, aggredisce la ragazza. Don Matteo percepisce la colpevolezza della signora, grazie a una composizione di fiori che la donna, pentita dello sconsiderato gesto, porterà in ospedale alla vittima. I carabinieri invece arrivano alla soluzione tramite i tabulati telefonici, così quando arrivano per arrestare il marito, la donna ammetterà subito la propria colpevolezza.
- Diretto da: Luca Ribuoli
- Scritto da: Mario Ruggeri
- Altri interpreti: Pio Stellaccio (Fabrizio Melli), Elena Cucci (Serena Maurizi), Isabella Briganti (Stefania Di sabato), Angela Tuccia (responsabile dell'agenzia), Graziano Piazza (dottor Macario), Alessandro Federico (Raimondo Di sabato), Letizia Arnò (Ester Belvedere)
- Ascolti Italia: telespettatori 8 226 000 – share 27,98%[8]
- Luogo de I viaggi del Maresciallo C.: Isola Maggiore sul Trasimeno

## La straniera

### Trama
Il corpo di una giovane donna viene ritrovato vicino a un fosso e don Matteo riconosce la vittima: il giorno precedente l'aveva notata mentre piangeva all'uscita del liceo cittadino e guardava una donna con suo figlio. Del neonato che aveva con sé, però, sembra non esserci alcuna traccia. Don Matteo collabora alle indagini con i carabinieri e il colpevole naturalmente salta fuori. Si tratta di una storia complicata iniziata anni prima, con un bambino abbandonato alla nascita e un fratellino neonato che necessità di un trapianto di midollo. Il lieto fine, nonostante la morte della madre dei due, è scontato: il colpevole è il padre del primogenito, medico dell'ospedale, mentre il ragazzo donerà il midollo al fratellastro. Nel frattempo a Spoleto si presenta improvvisamente l'ex fidanzato di Bianca: pentitosi di averla scaricata poco prima delle nozze è tornato per conquistarla. Peccato che la sera prima la PM abbia baciato Tommasi e sia pronta a dichiararsi a lui. Intanto Cecchini riconosce in Carlo, il fidanzato della PM, un ex campione di calcio che ha militato per anni nella squadra del Messina Calcio ed è niente di meno che il più grande mito del maresciallo. Si avvicina anche il compleanno della piccola Ester e Tomas è preoccupato perché Laura non si fa viva da qualche giorno, perciò decide di andare a cercarla a Roma. Non la trova, ma trova la sua amica e il pub in cui lavorava. Capisce però che c'è qualcosa di strano sotto. Ed è così: Laura ha avuto un incidente in moto con il suo capo, ma dal momento che entrambi erano drogati lui l'ha abbandonata ferita per strada. Tomas torna a Spoleto e chiede aiuto a don Matteo. Il prelato interpella Cecchini, che riesce a scoprire che Laura è ricoverata al Gemelli. Tomas e il sacerdote si precipitano da lei, che però non sembra voler tornare a casa. Il corteggiamento dell'ex di Bianca si fa serrato e lei alla fine decide di riprovarci con lui, lasciando il capitano Tommasi a bocca asciutta: lui infatti credeva di poter iniziare una storia con l'amica, dopo il bacio che si erano scambiati. Laura torna a casa a sorpresa, per la grande gioia di tutti, Ester in particolare.
- Diretto da: Luca Ribuoli
- Scritto da: Mario Ruggeri e Lorenzo Ruggeri
- Altri interpreti: Elodie Treccani (Alessia Tortoni), Aferdita Arapi (Marica Legic), Renato Raimo (Lorenzo Tortoni), Bernardo Bruno (Francesco Tortoni), Filippo Morelli (dottor Barcherini), Marco Bonini (Carlo Brega), Fabrizio Coniglio (Enrico Orlandi), Letizia Arnò (Ester Belvedere)
- Ascolti Italia: telespettatori 7 626 000 – share 31,67%[8]
- Nota. Questo episodio ha lo stesso titolo, ma al femminile, del primo episodio in assoluto della serie.

## Questione di priorità

### Trama
Una donna viene trovata morta nell'azienda di sua proprietà, dopo un litigio con una sua dipendente. Tommasi si vede invadere casa da due amiche di Lia che sono a Spoleto per un addio al nubilato, mentre Cecchini è costretto a imparare un'arte non proprio virile.
- Diretto da: Jan Michelini
- Scritto da: Elena Bucaccio e Luisa Cotta Ramosino
- Altri interpreti: Fiorenza Pieri (Anna Raggi), Matteo Fiocco (dottor Pier Paolo Greco), Francesco Colella (Gianni Parolini), Alfio Sorbello (Riccardo Parolini), Alessandra Borgia (Carla Parolini), Ivana Lotito (Giusy), Barbara Giordano (Maria), Letizia Arnò (Ester Belvedere), Emma Reale (Martina Tommasi)
- Ascolti Italia: telespettatori 7 856 000 – share 27,33%[9]
- Luogo de I viaggi del Maresciallo C.: Palazzo Comunale di Narni

## La scelta

### Trama
Carlo Flamini è un medico che sta sostenendo la figlia, Claudia, nella difficile scelta di portare avanti la sua gravidanza nonostante sia malata di tumore. Quando il professore viene ritrovato in fin di vita nel parcheggio dell'ospedale tutti gli indizi sembrano portare al marito di Claudia, che non sembra essersi rassegnato alla volontà della moglie di sospendere le cure per non danneggiare il bambino che porta in grembo. In realtà le cose sono più complicate: a colpire il professore è stata un'infermiera dell'ospedale, che in passato era stata operata dal medico perdendo per sempre la possibilità di avere un figlio. Il professor Flamini non riesce a salvarsi, e prima don Matteo e poi i carabinieri arrivano alla verità sull'infermiera, che viene arrestata. La nota positiva della vicenda è che Claudia e suo marito riescono a riavvicinarsi e decidono di affrontare insieme quello che succederà. Nel frattempo, il maresciallo Cecchini si è offerto di organizzare una recita teatrale di beneficenza per l'asilo di Martina. Ovviamente coinvolge anche i suoi colleghi carabinieri e la nipote. In particolare, dal momento che vuole portare in scena Romeo e Giulietta, Giulio e Lia si trovano a impersonare i protagonisti e a baciarsi più di una volta. La ragazza è chiaramente ormai cotta del capitano, ma anche lui non sembra affatto indifferente alla nipote di Cecchini. Laura ha deciso di riprendere gli studi per diplomarsi, perché vuole che sua figlia un giorno sia orgogliosa di lei. La ragazza è inoltre preoccupata per Tomàs, che da qualche tempo sparisce senza dir nulla a nessuno e Laura teme che sia ricaduto nel giro dei combattimenti clandestini. Un giorno lo segue scoprendo che in realtà sta aiutando un anziano signore a rimettere in piedi un vecchio aeroplano.
- Diretto da: Luca Ribuoli
- Scritto da: Antonio Antonelli e Umberto Gnoli
- Altri interpreti: Francesca Beggio (Claudia Bellucci), Paolo Casiraghi (Massimo Bellucci), Carlotta Miti (Cristina Pesaresi), Pieraldo Ferrante (professore Carlo Flamini), Federico Fazioli (dottor Malaioli), Ugo Fangareggi (Gaetano Luzzi), Letizia Arnò (Ester Belvedere), Emma Reale (Martina Tommasi)
- Ascolti Italia: telespettatori 7 195 000 – share 29,76%[9]

## Sotto accusa

### Trama
Lia deve accompagnare Martina all'asilo e prende l'auto del capitano che le raccomanda di non fermarsi e di andare direttamente a scuola, ma lei invece si ferma a comprare la merenda alla bambina. Mentre sta scendendo dalla macchina viene spinta da un ragazzo che sale sull'auto e scappa portando con sé la bambina.
Lia scoppia in lacrime e chiama immediatamente Giulio e il maresciallo che si mettono immediatamente sulle tracce del ragazzo. Vanno a scuola perché un uomo sostiene di aver assistito alla scena e ritiene che sia stato Alberto D'Ambrosio, il figlio della farmacista. Nella classe del ragazzo c'è don Matteo che insegna religione. Alberto arriva in ritardo e appena vede il carabiniere Tommasi scappa e preferisce rimanere fuori. Il capitano Tommasi lo afferra, strozzandolo e poi gli fa sbattere la testa al muro. Nel frattempo Ghisoni accompagna Martina che è stata ritrovata, dal capitano ma il ragazzo si sente male e viene portato all'ospedale dove si scopre avere un ematoma cerebrale provocato da una violenta botta in testa. La madre del ragazzo sporge denuncia e il capitano viene accusato di violenza nei confronti di un minore. Così decide che fino a quando il caso non verrà risolto non andrà al lavoro, e consegna così la pistola al maresciallo Cecchini. Alla fine si scopre che un compagno di Alberto, Ivan gli procurava ricette false dallo studio medico del padre che poi Alberto usava per prendere dalla farmacia della madre dei farmaci con i quali si drogavano lui e la sua amica Federica. Quella mattina lui e Federica, avevano rubato dei farmaci dalla farmacia e mentre li prendevano hanno litigato e lei gli ha dato una botta in testa facendogli sfondare il vetro. Appena si è ripreso è uscito fuori e ha preso la prima macchina che ha trovato. In realtà l'impiegato della farmacia aveva riconosciuto Alberto, ma per non mettersi nei guai e perdere il lavoro non ha detto niente. Le accuse sul capitano sono cadute e lui è potuto tornare al lavoro. Nel frattempo Natalina è alle prese con le multe e Tomàs convince Laura ad affrontare la maturità. Cecchini invece soddisfa tutti i desideri di Martina perché crede che abbia subito un trauma quando hanno rubato la macchina. Grazie all'intuito di Lia, viene dimostrato che l'ematoma non è stato causato dal capitano e il capitano convince Lia a diventare un carabiniere.
- Diretto da: Jan Michelini
- Scritto da: Umberto Gnoli
- Altri interpreti: Francesca Agostini (Federica), Sandra Toffolatti (signora D'Ambrosio), Luca Grispini (Alberto D'Ambrosio), Teodoro Giambanco (Ivan), Niccolò Gentili (Valerio), Daniele Monterosi (Ferrario il farmacista), Letizia Arnò (Ester Belvedere), Emma Reale (Martina Tommasi)
- Ascolti Italia: telespettatori 7 631 000 – share 25,81%[10]
- Luogo de I viaggi del Maresciallo C.: Foligno

## La veggente

### Trama
Dopo quasi due anni dalla scomparsa, la madre di una ragazza scomparsa si presenta dai carabinieri, sostenendo che una sua amica veggente ha avuto delle visioni nelle quali ha trovato il punto nel quale si troverebbe il corpo della ragazza scomparsa (Cecilia). Recatisi sul posto, i carabinieri trovano la scena che la veggente aveva descritto e il fascicolo viene riaperto. Le analisi dei RIS rivelano che si tratta di omicidio. Il primo a essere sospettato è Guido Meregalli, ex fidanzato e responsabile di una cooperativa per persone con problemi sociali per la quale Cecilia lavorava. Le accuse, però si rivelano infondate non appena si scopre che il cappello rosso e il computer che Cecilia aveva la sera della scomparsa si trovano nelle due case di Olga, vecchia amica di Cecilia, scappata a Milano. Interrogata dai carabinieri, confessa di avere venduto i diritti di un'applicazione che a Cecilia stava realizzando. Si pensa che sia stata lei ad averla assassinata ma alla fine si scopre che l'assassina, in realtà è Silvia, una ragazza divenuta cieca poco dopo la morte di Cecilia a causa di una malattia alla retina. La motivazione che questa fornirà sarà una sorta di messa in secondo piano da parte della cooperativa che voleva trasferirsi in America per avere più finanziamenti. Inoltre confessa di aver passato personalmente tutte le informazioni alla veggente per farla sembrare veggente. Il caso di Cecilia si intreccia con il ritorno di Carlo Brega, fidanzato della PM Bianca Venezia che è fermamente intenzionato a chiederle nuovamente la mano. Tommasi, però è convinto che Carlo tradisca Bianca con un'altra donna e incarica Cecchini di fare delle indagini. Sembra che tutto vada secondo la teoria di Tommasi ma in realtà i due hanno preso una svista.
- Diretto da: Jan Michelini
- Scritto da: Luca Monesi
- Altri interpreti: Manuela Morabito (Viviana Dosso), Riccardo Serventi Longhi (Guido Meregalli), Elettra Mallaby (Silvia Meregalli), Elena Ramognino (Olga Federici), Lucia Batassa (Roberta), Beniamino Brogi (Nicola), Marco Bonini (Carlo Brega)
- Ascolti Italia: telespettatori 6 908 000 – share 28,27%[10]

## Il bambino conteso

### Trama
Don Matteo si trova suo malgrado coinvolto nella vicenda di un bambino conteso tra i due genitori separati. Quando il sacerdote rimane vittima di un'aggressione e finisce in ospedale, le indagini si concentrano sul padre del bambino, che ha minacciato il prete chiedendogli di star fuori dalla loro storia. Per fortuna la commozione che ha portato don Matteo in ospedale non si rivela seria, e dopo pochi giorni il sacerdote può tornare in canonica, per la gioia di tutti i suoi cari. Ma il maresciallo Cecchini cade in uno dei suoi soliti malintesi, credendo che all'amico manchi poco da vivere e che solo un miracolo potrebbe salvarlo. Per questo decide di fare un voto a Sant'Antonio - che gli ha fatto la grazia quando don Matteo è stato trasferito a Spoleto – e coinvolge nelle sue farneticazioni anche il capitano Tommasi, convincendolo a sottoporsi a estenuanti fioretti, che si riveleranno poi inutili, visto che il sacerdote sta benissimo. Le indagini sull'aggressione hanno una svolta quando don Matteo ricorda che a colpirlo è stata una donna. Si pensa prima che possa essere la madre del bambino, che ha però un alibi. E solo dopo, prima don Matteo e poi i carabinieri, arrivano a individuare la colpevole nella nuova compagna del padre del bambino, che si serviva del suo lavoro nell'azienda del compagno per un traffico di droga. La donna credeva che don Matteo l'avesse scoperta, e per questo aveva attentato alla sua vita. Intanto l'assistente sociale ha deciso che il bambino, coinvolto nelle liti dei genitori, debba temporaneamente stare in canonica. E quando il padre viene scagionato dall'accusa di aver aggredito don Matteo dovrebbe andare con lui. Il piccolo però non intende lasciare la canonica e il padre non la prende bene.
- Diretto da: Jan Michelini
- Scritto da: Viola Rispoli
- Altri interpreti: Jennifer Mischiati (Federica Mei), Fabio Fulco (Giorgio Parenti), Silvia Degrandi (Elisa Parenti), Massimiliano Fratteschi (Adriano), Andrea Piedimonte (fratello di Giorgio), Lorenzo D'Agata (Paolo Parenti), Letizia Arnò (Ester Belvedere), Emma Reale (Martina Tommasi), Sydne Rome (Susy Dallara).
- Nota: questo episodio ha lo stesso titolo dell'episodio 18 della stagione 8

## Mio figlio

### Trama
Don Matteo e i carabinieri indagano sulla morte di un giovane operaio in una cava. Il ragazzo, insieme al padre, si era opposto al desiderio del fratello minore di fare il ballerino, e i primi sospetti si concentrano sulla bidella della scuola che era anche l'insegnante di danza del fratello. In realtà poi si scopre che ad averlo ucciso è una sua collega della cava, delusa perché lui non voleva più lasciare quel lavoro per aprire un bar. I soldi che avrebbe dovuto utilizzare con la socia per aprire il locale preferiva infatti farli avere al fratello perché potesse andare a Londra a inseguire il suo sogno di diventare un ballerino. Intanto Paolo, il bambino conteso, viene definitivamente affidato a don Matteo: è molto difficile per lui portare pace in quella famiglia, cercando di ricucire lo strappo tra il piccolo e i suoi genitori. Ma alla fine il sacerdote riesce nell'intento, facendo in modo che il piccolo si riavvicini a entrambi i genitori, per poi andare a vivere col padre avendo la possibilità di vedere spesso la madre. Nel frattempo torna a Spoleto Massimo, l'ex fidanzato di Lia. Il ragazzo, determinato a riconquistarla, è disposto a tutto pur di raggiungere il suo scopo: sposare Lia e riportarla in Sicilia. Per questo finge di aver subito un incidente stradale, presentandosi a casa della ragazza con un finto collare e un finto tutore alla gamba. Cecchini sistema il ragazzo a casa di Tommasi: Giulio, dopo essersi accorto che Massimo mente, cerca di convincerlo a essere sincero con Lia, ma vedendo che il ragazzo non ne vuole sapere sarà proprio lui a parlare con la nipote di Cecchini. Lia in realtà ha già capito tutto da sola, ma delusa dalla sua vita a Spoleto pensa comunque di seguire Massimo in Sicilia per fare la madre e la moglie. Giulio la invita a ripensarci, a tentare il concorso nell'arma e cerca di infonderle fiducia in se stessa. E ci riesce. Quando Massimo si dichiara a lei, Lia lo rifiuta e corre da Giulio per comunicargli la sua decisione di restare a Spoleto e tentare il concorso. Mentre sta per dichiararsi a lui, viene interrotta dall'arrivo di Bianca, in lacrime perché ha scoperto che il fidanzato ha in Sicilia un'altra compagna e persino una figlia. È stata proprio l'altra donna a chiamarla e a intimarle di stare lontana dal suo uomo. Lia non può fare altro che assistere all'abbraccio consolatorio tra Giulio e Bianca, e se ne va senza confessare i suoi sentimenti.
- Diretto da: Jan Michelini
- Scritto da: Carlo Mazzotta
- Altri interpreti: Simonetta Solder (Liliana), Francesco Acquaroli (Olindo Zanni), Fabio Fulco (Giorgio Parenti), Silvia Degrandi (Elisa Parenti), Roberta Mattei (Isabella Doni), Fabio La Fata (Massimo), Lorenzo D'Agata (Paolo Parenti), Gabriele Rossi (Christian Zanni), Antonio Monsellato (Mirco Zanni), Sydne Rome (Susy Dallara), Emma Reale (Martina Tommasi)
- Ascolti Italia: telespettatori 7 090 000 – share 29,91%[11]

## Affari di famiglia

### Trama
I carabinieri ricevono una richiesta di riscatto per il rapimento di un uomo a capo di una ditta di latticini. Mentre Cecchini si impegna a risollevare il morale di Bianca, in crisi totale dopo la rottura definitiva col fidanzato, Laura aiuta Tomàs a ritrovare sua sorella.
- Diretto da: Monica Vullo
- Scritto da: Viola Rispoli
- Altri interpreti: Pierluigi Coppola (Sandro Migliore), Chiara De Bonis (Daniela Migliore), Carola Stagnaro (Silvana Migliore), Cristian Popa (rapitore), Alice Bellagamba (Alma Martines), Robin Mugnaini (Gabriele Migliore), Rodolfo Bigotti (Eric Busoni), Ugo Fangareggi (Gaetano Luzzi), Letizia Arnò (Ester Belvedere), Emma Reale (Martina Tommasi).
- Ascolti Italia: telespettatori 8 310 000 – share 28,79%[12]
- Luogo de I viaggi del Maresciallo C.: Fontana Maggiore a Perugia

## Niente da perdere

### Trama
Gaetano, proprietario del Campo Volo dove sta lavorando Tomàs, viene trovato in fin di vita proprio dal ragazzo. Mentre don Matteo indaga, Cecchini passa qualche giorno con sua moglie all'insegna del benessere in una Spa, lasciando il capitano Tommasi circondato da sole donne, che per varie circostanze si ritrovano tutte a venire ospitate in casa sua. Intanto Tomàs organizza dei combattimenti clandestini al Campo Volo dove lavora. Nel frattempo, in assenza del maresciallo, è Severino a collaborare con don Matteo, seguendo le istruzioni dello zio.
- Diretto da: Monica Vullo
- Scritto da: Umberto Gnoli
- Altri interpreti: Camilla Ferranti (Elena Tittoni), Ugo Fangareggi (Gaetano Luzzi), Giovanni Parisi (Franco Martini), Angiola Baggi (Maria Luisa Martini), Francesco Siciliano (Davide Tittoni), Riccardo Fabretti (Raoul Ferrazzoli), Letizia Arnò (Ester Belvedere), Emma Reale (Martina Tommasi), Simona Marchini (Clara Tommasi), Giusy Buscemi (Assuntina Cecchini)
- Ascolti Italia: telespettatori 7 385 000 – share 31,18%[12]

## Una favola vera

### Trama
I carabinieri e don Matteo indagano sull'omicidio di Irene, una ricca donna, proprietaria di una tenuta in campagna fuori Spoleto, la cui nipotina è da poco guarita da una rara malattia. La donna aveva avuto il giorno precedente all'omicidio una forte lite con l'ex nuora e madre della nipote, in quanto aveva deciso di affidare la proprietà e la gestione della tenuta al figlio Andrea e all'ex nuora come pretesto per obbligarli a vivere nuovamente sotto lo stesso tetto (il figlio nel frattempo aveva lasciato moglie e figlia una volta appresa la malattia della bambina ed era scappato con un'altra donna) e tale proposta era stata categoricamente rifiutata dalla rancorosa ex nuora. In realtà, l'autrice dell'omicidio si scopre essere l'amministratrice della tenuta, la quale non voleva accettare il licenziamento da parte di Irene dopo vent'anni di lavoro presso la tenuta.
Nel frattempo, a Spoleto giunge Giorgio Tommasi, nonno del capitano Giulio, il quale dapprima mette in imbarazzo il nipote raccontando alcuni aneddoti compromettenti della sua infanzia, e successivamente si fa più volte trovare alla guida di una vettura con la patente scaduta, per di più mentre faceva tenere il volante alla pronipotina Martina. Dopo essere stato severamente rimproverato da Giulio, grazie alla mediazione di quest'ultimo, Giorgio ottiene di poter sostenere nuovamente l'esame per l'idoneità alla guida, e poco dopo parte per Barcellona con una nuova compagna.
In canonica intanto si presenta Aldo, che con il pretesto di provare a vendere a Natalina un robot da cucina prodotto dalla società di cui era rappresentante, avvia un rapporto di intima amicizia con la perpetua, che ricambia immediatamente e inizia a provare dei sentimenti per l'uomo.
- Diretto da: Monica Vullo
- Scritto da: Carlo Mazzotta
- Altri interpreti: Adriano Chiaramida (Giorgio Tommasi, nonno del capitano), Maria Angeles Torres (Roberta Schiralli), Carlotta Lo Greco (Marta Banti), Riccardo Festa (Andrea Luparini), Mariella Fenoglio (Irene Luparini), Dana Ferrara (Carola Melli), Francesco Castiglione (medico di Villa Luparini), Flavia Mattucci (Flavia Luparini), Christian Ginepro (Aldo Ciarulli), Jinny Steffan (Fiorella), Emma Reale (Martina Tommasi)
- Nota: Francesco Castiglione, presente in questo episodio come comparsa, sarà interprete dell'appuntato Barba a partire dalla stagione 10.
- Ascolti Italia: telespettatori 8 010 000 – share 27,55%[13]
- Luogo de I viaggi del Maresciallo C.: Norcia

## Il ritorno di Alma

### Trama
Alma, la sorella di Tomas scompare e viene trovata in un dirupo. Intanto il capitano deve aiutare Lia a studiare per diventare carabiniera e pure il maresciallo deve studiare per riprendere la patente. Aldo con l'aiuto di Natalina inizia a dedicarsi alla cucina.
- Diretto da: Monica Vullo
- Scritto da: Antonio Antonelli
- Altri interpreti: Alice Bellagamba (Alma), Michele Cesari (Simone Cappioli), Damiano Perrons (Mattia), Giorgia Lorusso (Michela), Diego Frisina (Filippo Aureli), Lucia Loffredo (signora Bolchi, madre adottiva di Alma), Edoardo Velo (signor Bolchi, padre adottivo di Alma), Giampaolo Quarta (Gianfranco Verri), Christian Ginepro (Aldo Ciarulli), Letizia Arnò (Ester Belvedere)
- Ascolti Italia: telespettatori 7 324 000 – share 29,36%[13]

## Vecchi ricordi

### Trama
Una tossicodipendente va a vendere in un Compro Oro una collanina rubata alla figlia, la quale ha una relazione segreta con il commesso del Compro Oro. La mattina dopo il proprietario del Compro Oro, Vito Intonti, viene trovato morto nel suo negozio e nei registri non è segnata alcuna collana. I Carabinieri prima sospettano della signora tossicodipendente, poi di sua figlia e del commesso, ma don Matteo è sicuro dell'innocenza di tutti e tre. Il sacerdote fa confessare a Cesare, uno spazzino comunale, di rubare oro per Intonti, il quale lo trasformava in denaro con l'aiuto di persone poco raccomandabili. Il Capitano conduce un'operazione per scoprire la banda, ma un colpo di pistola ferisce Severino che va in coma. Don Matteo però capisce che non possono essere state le persone arrestate dal Capitano ad aver ucciso Intonti. Intanto i Carabinieri scoprono che la collanina è stata venduta a un altro Compro Oro da Cesare. Severino si risveglia dal coma e durante una festa in suo onore Lia dice a Cecchini di essere entrata nell'Arma, scatenando la reazione contrariata del Maresciallo che si rifiuta di rivolgere la parola a lei e a Tommasi. Natalina continua a frequentare Aldo ma le sue condizioni di salute non sono delle migliori: infatti ha continui mal di testa... All'inizio dell'episodio, Cecchini riceve da un meccanico amico di don Matteo la bicicletta di quest'ultimo. Cecchini, per sbaglio, fa andare la bicicletta contro un furgone degli spazzini, che la rompe in mille pezzi. In questo disastro viene coinvolto anche Tommasi: entrambi provano a riaggiustarla, ma con scarsi risultati. Allora a Cecchini viene un'idea: comprare una nuova bici per don Matteo, il quale però la rifiuta perché ha già la sua bici. I due carabinieri scoprono così che la bici che Cecchini ha preso non era del parroco, ma del meccanico. Infatti, secondo don Matteo, lui confonde sempre la sua bici con quella del parroco.
- Diretto da: Monica Vullo
- Scritto da: Mario Ruggeri e Daniela Delle Foglie
- Altri interpreti: Maria Chiara Giannetta (Sabrina Rondinelli), Gabriel Barletta (amico di Sabrina), Nick Nicolosi (Cesare), Donatella Pompadour (Giulia Rondinelli), Leandro Amato (Piero Rondinelli), Christian Ginepro (Aldo Ciarulli), Letizia Arnò (Ester Belvedere), Emma Reale (Martina Tommasi)
- Nota: Maria Chiara Giannetta, presente in questo episodio con un ruolo minore, sarà interprete del nuovo capitano, Anna Olivieri, a partire dalla stagione 11.
- Ascolti Italia: telespettatori 7 987 000 – share 27,81%[14]
- Luogo de I viaggi del Maresciallo C.: Cascata delle Marmore

## Addio Natalina!

### Trama
Dopo alcuni malesseri manifestati nella puntata precedente, Natalina viene accompagnata da Aldo da un medico. Mentre si trovano nella sala d'attesa i due assistono a una furiosa litigata tra il medico e la moglie la signora Leuzzi, motivo per cui il dottore rifiuta di visitarla. Il giorno dopo, Natalina torna dal medico accompagnata da don Matteo: qui scoprono la morte del dottore e chiamano i carabinieri, che iniziano ad indagare sul caso. Nel frattempo nella canonica di don Matteo viene ospitata Nisha Nasrin una ragazza bengalese che promessa in sposa a un cinquantenne suo connazionale era stata portata in Italia dalla moglie del medico, posta in stato di fermo perché principale indiziata per l'omicidio. La bambina pur non parlando italiano, lega subito con tutti gli altri.
Nel frattempo, al capitano Giulio Tommasi giunge una telefonata da un generale: questi lo invita a una cerimonia al valore in suo onore per la banda di criminali catturata nell'episodio precedente e gli propone un lavoro nel ROS a Roma. Si tratta di un'occasione unica per il capitano che da sempre sogna di trasferirsi nella capitale tuttavia Tommasi vorrebbe anche rimanere vicino alla sua famiglia a Spoleto, motivo per cui inizia una lunga riflessione in attesa di andare a Roma per dare una risposta. Questi parla della questione a Bianca e involontariamente, viene a conoscenza del fatto anche Lia: Tommasi intima a entrambe le donne di non parlarne al maresciallo, con il quale già aveva incrinato i rapporti a causa dell'ingresso di Lia nell'Arma dei Carabinieri.
In canonica si festeggia il compleanno di Aldo: mentre tutti brindano Natalina ha un malore e sviene, costringendo i presenti a interrompere i festeggiamenti e chiamare urgentemente un'ambulanza. Qui si viene a sapere che le sue condizioni sono molto critiche e in un secondo momento, che la causa del malore è stato un avvelenamento cronico. Suor Maria se ne va con le bambine, mentre gli altri restano in ospedale nella speranza che Natalina si risvegli.
Mentre Tommasi continua i suoi ragionamenti, Bianca si presenta a casa sua e dopo un breve discorso lo bacia. Lia che assiste alla scena dal bagno del capitano dopo essersi fatta male alla caviglia e aver atteso che Bianca se ne andasse cerca di dichiararsi a sua volta al capitano, baciandolo. La scena viene interrotta dal maresciallo e da sua moglie, che entrano in casa per dare la buonanotte a Martina.
In canonica arriva un'ispezione per individuare cosa possa avere avvelenato la perpetua, tuttavia non si riesce a trovare nulla di collegabile al fatto. Don Matteo torna in ospedale per parlare con Natalina, scoprendo che ha avuto una ricaduta e che la situazione fa pensare che l'avvelenamento sia ancora in corso.
Il capitano Tommasi si prepara ad andare a Roma per la premiazione: in attesa della partenza Bianca e Lia scoprono di amare lo stesso uomo il capitano, aumentando la gelosia reciproca. Organizzando i posti nelle due auto le due pretendenti e Tommasi si ritrovano nella stessa macchina, creando un clima decisamente teso.
Una debolissima Natalina si risveglia e preparandosi alla morte, dà gli ultimi saluti a don Matteo e gli chiede di recitare un rosario insieme. Qui il prete scopre un rosario che la perpetua aveva al braccio sinistro come bracciale e che le aveva regalato Aldo: questo si rivelerà presto essere la causa dell'intossicazione tramite anilina. Tornato in chiesa, don Matteo trova Aldo a pregare disperatamente. Dopo un breve dialogo in cui il sacerdote mostra all'altro di aver scoperto la verità anche sull'omicidio del medico nonché cliente di un farmaco in cui Aldo lavorava, l'uomo si alza e se ne va asserendo che la colpa di tutto ciò era da ricercarsi in don Matteo stesso il quale inizialmente non capisce.
Nel frattempo il capitano Tommasi si trova a Roma con il maresciallo sua moglie Bianca, Lia e altri rappresentanti delle forze dell'ordine per i festeggiamenti in suo onore; qui incontra il generale, che gli spiega meglio in cosa consisterebbe il suo eventuale lavoro a Roma. Tramite il dialogo tra il generale e il capitano, il maresciallo, che ancora era all'oscuro di tutto viene a sapere della novità e allontanatosi il generale, non perde occasione di discutere aspramente con il genero fino a quando Martina non si intromette chiedendo il motivo del litigio, calmando gli animi. Improvvisamente giunge una telefonata da Spoleto, in cui Tommasi viene avvertito della risoluzione del caso da parte di don Matteo. Tuttavia, in assenza di prove della colpevolezza di Aldo sull'omicidio del medico quest'ultimo viene rilasciato, sotto gli occhi perplessi del sacerdote.
Don Matteo si presenta a casa di Aldo. Qui viene trovato dall'uomo, che gli intima di andarsene. Dopo un rifiuto del prete Aldo gli spiega il motivo di tutto questo odio verso di lui, affermando che era stato proprio lui a convincere sua madre a consegnarsi ai Carabinieri cosa che la portò alla morte e costrinse il figlio a vivere in una cella con lei. L'avvelenamento lento di Natalina era quindi soltanto un modo per far soffrire il sacerdote in maniera lenta e continua allo stesso modo in cui lui aveva sofferto per la perdita della madre. Dopo aver affermato che Natalina non c'entra niente con quella storia don Matteo se ne va, dopo l'ennesima richiesta di Aldo.
Parlando con suor Maria don Matteo racconta la storia di Aldo e a sua volta si incolpa di non essere stato vicino a lui e a sua madre, di essere andato in Brasile in missione umanitaria di aver lasciato che quel ragazzo crescesse nell'odio. La suora lo consola, asserendo che aveva semplicemente seguito la sua vocazione e che non era colpa sua se quella era la situazione. In seguito in chiesa si trova con il maresciallo Cecchini, tormentato a sua volta dal pensiero che Tommasi se ne vada a Roma dalla madre e che non possa più rivedere sua nipote e dal timore di perdere Lia a causa del suo nuovo lavoro di carabiniera, in quanto la considera come una figlia; don Matteo gli risponde che a volte è meglio lasciare scegliere da sole le persone a cui vogliamo bene, in quanto solo loro possono capire cosa è meglio. Dopo aver chiuso la chiesa poi, tutti i componenti della canonica si radunano per una preghiera per Natalina.
Le condizioni della donna intanto sono stabilmente gravi: don Matteo chiama Aldo in ospedale, spiegandogli che Natalina sta morendo e che alla fine ha vinto lui facendolo soffrire: gli chiede quindi di presentarsi da lei per un ultimo saluto, in quanto lei non sa ancora di tutto il male che le ha fatto e il sacerdote desidererebbe vederla morire in pace. Aldo va quindi nella stanza di Natalina dove emozionatosi per le parole di colei che l'ha realmente amato, si accorge della sparizione del rosario. Avendo quindi ora avuto la dimostrazione della colpevolezza di Aldo i carabinieri non esitano ad arrestarlo, mentre Natalina riesce a sopravvivere e scopre l'amara verità.
La sera prima del viaggio a Roma, Bianca e Lia si presentano a casa del capitano Tommasi, affermando di avere sbagliato con il bacio della sera prima e che non vogliono influire sulla sua scelta. Successivamente si presenta anche il maresciallo, che si scusa per averlo considerato la causa dei mali della sua famiglia e gli dice che sarà felice indipendentemente dalla scelta che farà.
È il grande giorno. Il capitano Tommasi e Martina partono in auto in direzione Roma. Durante il viaggio Martina chiede al padre il motivo della sua tristezza, ma egli ribatte affermando di non essere triste. Tutt'a un tratto, le parole di Martina riportano alla mente del capitano quelle del maresciallo Cecchini: «Niente è più importante delle persone che ami». Il capitano si ferma gira la macchina e torna indietro, creando gioia e felicità in tutta la famiglia.
Sono infine in corso i preparativi per la partenza di Nisha che andrà a Parigi ad abitare da alcuni parenti. Natalina decide di accompagnarla, ma un'incomprensione le fa scoprire di essere decisamente in ritardo: Tomás allora li porta al campo volo dove con Nisha e Natalina, prende il volo sul suo aereo alla volta di Parigi.
- Diretto da: Monica Vullo
- Scritto da: Mario Ruggeri
- Altri interpreti: Alessia Giuliani (signora Leuzzi), Gonsal Hewage Praveena Ashani (Nisha Nasrin), Christian Ginepro (Aldo Ciarulli), Letizia Arnò (Ester Belvedere), Emma Reale (Martina Tommasi), Sydne Rome (Susy Dallara), Simona Marchini (Clara Tommasi)
- Ascolti Italia: telespettatori 7 945 000 – share 33,41%[14]
- Nota: l'episodio si conclude con un collage di scene della stagione e i saluti di Terence Hill, Simone Montedoro e Nino Frassica.